# グランド・キャニオン国立公園
グランド・キャニオン国立公園（グランド・キャニオンこくりつこうえん、英語: Grand Canyon National Park）は、アメリカ合衆国の最も古い国立公園の1つであり、アリゾナ州北西部に位置している。公園内には、コロラド川の峡谷であるグランド・キャニオンがあり、これは大自然の驚異の1つとされている。この公園は1,902 mi2 (4927 km2) の面積を占めている。
グランド・キャニオン周辺地域は1908年1月11日に国定公園となり、1919年2月26日に国立公園に指定された。この公園の誕生は環境保護運動の初期の成功例である。国立公園というステータスが、公園内でコロラド川をせき止めるという提案を退けるのに役立ったのかもしれない。
1979年には、世界遺産に登録された。

## 登録基準
この世界遺産は世界遺産登録基準のうち、以下の条件を満たし、登録された（以下の基準は世界遺産センター公表の登録基準からの翻訳、引用である）。
- (7) ひときわすぐれた自然美及び美的な重要性をもつ最高の自然現象または地域を含むもの。
- (8) 地球の歴史上の主要な段階を示す顕著な見本であるもの。これには生物の記録、地形の発達における重要な地学的進行過程、重要な地形的特性、自然地理的特性などが含まれる。
- (9) 陸上、淡水、沿岸および海洋生態系と動植物群集の進化と発達において進行しつつある重要な生態学的、生物学的プロセスを示す顕著な見本であるもの。
- (10) 生物多様性の本来的保全にとって、もっとも重要かつ意義深い自然生息地を含んでいるもの。これには科学上または保全上の観点から、すぐれて普遍的価値を持つ絶滅の恐れのある種の生息地などが含まれる。

登録基準に基づく評価内容は以下の通り。
- (7) グランドキャニオンは、その比類なき自然美で広く知られ、世界で最も視覚的に力強い景観の一つとされている。その深い谷、寺院のようなビュート、そして広大で多彩な色彩を放つ迷路のような地形は、その名声を博している。公園内には、高原、平原、砂漠、森林、噴石丘、溶岩流、小川、滝、そしてアメリカ有数の急流川など、息を呑むほど美しい景観が広がっている。
- (8) 公園内において、地質学的記録は先カンブリア代から新生代までの地球進化史の4つの時代すべてに及んでいる。この記録のうち、先カンブリア代と古生代の部分は、峡谷の壁で特によく露出しており、豊富な化石群を含んでいる。多数の洞窟には、古生物学的記録を更新世まで遡る化石や動物の遺骸が眠っている。
- (9) グランドキャニオンは、川の浸食によって高度の異なる場所に生物環境が発達した、類まれな例である。峡谷の壁には、北米の7つの生物圏のうち5つが生息している。動植物種は多くの生物圏で重複しており、峡谷全体に分布している。
- (10) 公園の多様な地形は、同様に多様な生態系を生み出している。渓谷内の5つの生物圏は、驚くほど狭い地理的領域に存在している。グランドキャニオン国立公園は、衰退しつつある生態系（タイガや砂漠の河畔など）が比較的手つかずのまま残され、固有種、希少種、絶滅危惧種の動植物が数多く生息する、生態学的な避難所となっている。